# HNK Sloga Uskoplje
El HNK Sloga Uskoplje es un club de fútbol Bosnia de la ciudad de Uskoplje en Federacija BiH. Fue fundado en 1946 y se desempeña en la Druga liga FBiH Jug.

## Palmarés
- Copa de Bosnia y Herzegovina: 0
  - Finalista: 1

1996
- Segunda Liga - Sur: 0
  - Subcampeón: 1

2011